# Ternuwate (rejon mikołajowski)
Ternuwate (ukr. Тернувате) – wieś na Ukrainie, w obwodzie mikołajowskim, w rejonie mikołajowskim, w hromadzie Olszanśke. W 2001 liczyła 647 mieszkańców, spośród których 568 wskazało jako ojczysty język ukraiński, 71 rosyjski, 1 mołdawski, 6 białoruski, a 1 inny.